# Cleptometopus papuanus
Cleptometopus papuanus är en skalbaggsart som beskrevs av Stefan von Breuning 1943. Cleptometopus papuanus ingår i släktet Cleptometopus och familjen långhorningar. Inga underarter finns listade i Catalogue of Life.